# Phytobia amelanchieris
Phytobia amelanchieris este o specie de muște din genul Phytobia, familia Agromyzidae, descrisă de Greene în anul 1917. Conform Catalogue of Life specia Phytobia amelanchieris nu are subspecii cunoscute.